# هارولد ساکاتا
هارولد ساکاتا (انگلیسی: Harold Sakata؛ ۱ ژوئیهٔ ۱۹۲۰ – ۲۹ ژوئیهٔ ۱۹۸۲) وزنه‌بردار آمریکایی المپیک ، کشتی‌گیر حرفه‌ای و بازیگر بود. وی در المپیک تابستانی ۱۹۴۸ لندن در رشته وزنه‌برداری مدال نقره را برای ایالات متحده کسب کرد. او همچنین یک بازیگر بود و یکی از نقش‌های مشهورش نقش اودجاب در فیلم جیمز باند گلدفینگر (۱۹۶۴) است.